# HD 277559
HD 277559 är en gulvit stjärna i stjärnbilden Kusken.
Stjärnan har visuell magnitud +9,65 och kräver fältkikare eller ett mindre teleskop för att kunna observeras.. Den befinner sig på ett avstånd av ungefär 370 ljusår.